# Phelipara balteata
Phelipara balteata är en skalbaggsart som beskrevs av Aurivillius 1913. Phelipara balteata ingår i släktet Phelipara och familjen långhorningar. Inga underarter finns listade i Catalogue of Life.